# Veremondo
Veremondo (latino: Veremund o Veremundus, castigliano: Vermudo/Bermudo; ... – 485 circa) è stato un re suevo del Regno suebo di Galizia attorno al 485, durante il periodo oscuro che seguì alla morte dello storico Idazio (469), e alla conversione dei Suebi all'arianesimo (466). Se veramente esistito, sarebbe stato sicuramente un ariano.

## Storia
L'ipotesi dell'esistenza di Veremondo si basa su un'iscrizione del VI secolo scoperta a (Salvador de) Vairão, come riporta il El reino suevo (411-585). La data riportata nell'iscrizione è stata letta come 485, nonostante alcuni la datino all'VIII secolo, facendo così identificare il personaggio citato come Veremundus con Bermudo I delle Asturie; più recentemente, è stata avanzata l'ipotesi che la data fosse in realtà il 535.